# Cầu Tình Húc
Cầu Tình Húc là một cây cầu bắc qua sông Lô tại thành phố Tuyên Quang, tỉnh Tuyên Quang, Việt Nam.
Đây là cây cầu lớn nhất tại tỉnh Tuyên Quang hiện nay.

## Vị trí
Cầu nối liền các phường Hưng Thành và An Tường với phường Nông Tiến, góp phần kết nối giao thông giữa Quốc lộ 2 và Quốc lộ 37. Ngoài ra, cầu còn bắc qua soi Tình Húc, một bãi soi giữa sông Lô thuộc địa bàn phường Hưng Thành và là một địa điểm du lịch của tỉnh Tuyên Quang.

## Thiết kế
Cầu Tình Húc được xây dựng vĩnh cửu bằng bê tông cốt thép và bê tông cốt thép dự ứng lực, có chiều dài 907,6 m, chiều rộng tại vị trí thường là 16,5 m, gồm 4 làn xe cơ giới. Vỉa hè cho người đi bộ 2 bên rộng 1,5 m, tuy nhiên tại một số vị trí mở rộng 3,5 m để bố trí điểm dừng chân cho người đi bộ ngắm cảnh. Cầu có hai nhánh rẽ rộng 7,5 m kết nối xuống soi Tình Húc. Phần cầu chính có 8 nhịp và 5 trụ tháp dây văng hình bó đuốc cao 29 m. Toàn bộ cầu được bố trí hệ thống đèn LED chiếu sáng mỹ thuật.

## Thi công
Công trình có tổng mức đầu tư là 852 tỷ đồng, được khởi công vào ngày 1 tháng 12 năm 2017 và khánh thành ngày 2 tháng 10 năm 2020.